# Staavia
Staavia, biljni rod iz porodice Bruniaceae, dio reda brunijolike. Pripada mu 10 vrsta polugrmova i grmova iz provincija Cape u Južnoj Africi. Tipična vrsta je Staavia radiata, grm s drvenastom stabljikom koja je skrivena pod zemljom, što je čini otpornom na vatru, i omogućuje biljci da brzo nikne nakon požara.
Opisan je u Observationes botanicae circa Systema vegetabilium divi a Linne 14. 1787.

## Vrste
1. Staavia brownii Dümmer
2. Staavia capitella (Thunb.) Sond.
3. Staavia dodii Bolus
4. Staavia glutinosa (P.J.Bergius) Dahl
5. Staavia phylicoides Pillans
6. Staavia pinifolia Willd.
7. Staavia radiata (L.) Dahl
8. Staavia staavioides (Sond.) A.V.Hall
9. Staavia verticillata (L.f.) Pillans
10. Staavia zeyheri Sond.

## Sinonimi
- Astrocoma Neck.
- Levisanus Schreb.